# 首都经济贸易大学
首都经济贸易大学，简称首经贸，是位于中国大陆北京市的一所公立大学，主管部门为北京市教育委员会。其前身为北京经济学院和北京财贸学院，这两所院校于1995年合并组成了首都经济贸易大学。目前的首都经济贸易大学为北京市市属重点大学。学校有两个校区，本部位于丰台区，红庙校区位于朝阳区。

## 历任校长
- 【北京经济学院時期】

| 校名                      | 姓名   | 任職年月   | 離職年月  |
| ------------------------- | ------ | ---------- | --------- |
| 北京劳动学院 北京经济学院 | 庄玉铭 | 1958年11月 | 1939年9月 |
| 北京经济学院              | 卫佐民 | 1965年10月 | 1966年5月 |
| 北京经济学院筹建小组      | 卫佐民 | 1973年11月 | 1975年3月 |
| 北京经济学院              | 袁永熙 | 1983年6月  | 1984年8月 |
| 北京经济学院              | 谢锡迎 | 1984年8月  | 1986年6月 |
| 北京经济学院              | 于 涤  | 1986年8月  | 1994年4月 |

- 【北京财贸学院時期】

| 姓名           | 任職年月  | 離職年月  |
| -------------- | --------- | --------- |
| 李洪涛         | 1979年6月 | 1984年4月 |
| 蒋哲夫         | 1984年4月 | 1992年8月 |
| 张六琥（代理） | 1992年8月 | 1994年4月 |

- 【首都经济贸易大学時期】

| 姓名   | 任職年月   | 離職年月   |
| ------ | ---------- | ---------- |
| 张理泉 | 1994年5月  | 2003年12月 |
| 文 魁  | 2003年12月 | 2010年2月  |
| 王稼琼 | 2010年2月  | 2016年9月  |
| 付志峰 | 2016年11月 | 2023年5月  |
| 吴卫星 | 2023年5月  |            |

## 历任党委书记
- 柯文进（－2016年7月）
- 冯培（2016年7月－2020年10月）[1]
- 韩宪洲（2020年10月－2023年5月）
- 王文举（2023年5月－）[2]

## 校园
学校本部位于丰台区花乡，地处中关村高科技园区丰台园内，以全日制本科教育为主，兼顾以研究生教育；红庙校区位于朝阳区，地处中央商务区（CBD），以留学生、成人教育为主。

### 校本部（丰台校区）
位于丰台区张家路口，主要承担本科教学。
主要设施有：
- 图书馆主楼
- 一号楼至五号教学楼
- 主体育场
- 体育馆：对外开放（非免费）
- 第一食堂
- 第三食堂
- 首经贸中路
- 赛欧学生公寓
- 玉琢桥

## 组织机构
直属学院

| - 华侨学院 - 经济学院 - 劳动经济学院 - 财政税务学院 - 工商管理学院 - 会计学院 - 金融学院 - 城市经济与管理学院 - 文化与传播学院 - 管理工程学院 - 统计学院 - 法学院 - 马克思主义学院 - 对外文化交流学院 - 外语学院 其中管理工程学院是首都经济贸易大学最为尖端，最有学术研究水平的学院。 研究机构 - 人口经济研究所 - 首都经济研究所 - 不动产研究所 - 企业组织与企业家研究中心 - 企业发展研究中心 - 公司研究中心 - 经济研究所 - 税收研究所 - 社会保障研究中心 | - 会计学研究所 - 国际问题研究所 - 广告研究所 - 旅游研究中心 - 中国品牌研究中心 - 数量经济研究中心 - 劳动经济与劳动关系研究中心 - 理财学研究中心 - 中国都市郊区研究发展中心 - 安全与环境科学研究所 - 经济管理咨询中心 二级学院 - 长城旅游学院 - 对外文化交流学院 - 成人教育学院 - MBA教育中心 - 密云分校 |

## 地址
- 北京市丰台区花乡张家路口121号（校本部）：以全日制本科生研究生为主
- 北京市朝阳区金台里2号（红庙校区）：留学生，成人教育为主

## 相关争议
2023年7月6日，北京经济技术开发区对2023年拟引进非北京生源毕业生名单进行公示。在7月6日公布的拟引进非北京生源毕业生名单中一共有37人，其中1人（赵英博，21岁）为该校密云分校专科（高职）毕业。这份拟引进名单引起了网友热议，认为此人是关系户，讽刺说他是“重要客户”、“得先把他爹挤下去”以及“搞不好这位同学是这份名单中走得最远的”。工作人员解释说，名单中的人员并不是经开区政府的公职人员，而是要入职经开区各企业的人员。